# Xinwen Zhu

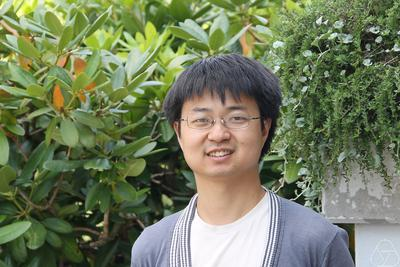
Xinwen Zhu

Xinwen Zhu (* 1982 in Chengdu, Sichuan) ist ein chinesischer Mathematiker, der sich mit geometrischer Darstellungstheorie und arithmetischer und algebraischer Geometrie befasst.
Zhu erhielt 2004 seinen Bachelor-Abschluss an der Universität Peking und wurde 2009 an der University of California, Berkeley, bei Edward Frenkel promoviert. Danach war er Benjamin Peirce Lecturer an der Harvard University und Assistant Professor an der Northwestern University. 2014 wurde er Associate Professor und 2016 Professor am California Institute of Technology.
Er forschte sowohl im klassischen Langlands-Programm (Beweis der Vermutung von Pappas und Rapoport, Beweis einer Vermutung von Kottwitz über lokale Modelle von Shimura-Varietäten mit George Pappas) als auch im geometrischen Langlandsprogramm, das er auf arithmetische algebraische Geometrie anwendet.
2013 erhielt er eine American Mathematical Society Centenial Fellowship und 2015 wurde er Sloan Research Fellow. 2019 erhielt er die Morningside Medal. Für 2020 war er einer der Empfänger des New Horizon in Mathematics Prize für Arbeiten in arithmetischer algebraischer Geometrie, insbesondere Shimura-Varietäten und das Riemann-Hilbert-Problem bei p-adischen Varietäten.

## Schriften (Auswahl)
- mit Edward Frenkel: Any flat bundle on a punctured disc has an oper structure, Arxiv 2008
- mit  Denis Osipov: A categorical proof of the Parshin reciprocity laws on algebraic surfaces, Algebra & Number Theory, Band 5, 2011, S. 289–337, Arxiv
- mit G. Pappas: Local models of Shimura varieties and a conjecture of Kottwitz,  Invent. Math., Band 194, 2013, S. 147–254, Arxiv 2011
- On the coherence conjecture of Pappas and Rapoport, Annals of Mathematics, Band 180, 2014, S. 1–85, Arxiv
- An introduction to affine Grassmannians and the geometric Satake equivalence, PCMI Summer School 2015, Arxiv 2016
- mit Ruochuan Liu: Rigidity and a Riemann-Hilbert correspondence for p-adic local systems, Arxiv 2016
- Geometric Satake, categorical traces, and arithmetic of Shimura varieties, in: Current Developments in Mathematics 2016, Arxiv 2018
- mit An Huang, Bong H. Lian: Period integrals and the Riemann–Hilbert correspondence, J. Differential Geom., Band 104, 2016, S. 325–369, Arxiv 2013
- mit Hsao-Hsien Chen: Geometric Langlands in prime characteristic, Compositio Math., Band 153, 2017, S. 395–452, Arxiv
- Affine Grassmannians and the geometric Satake in mixed characteristic, Annals of Mathematics, Band 185, 2017, S. 403–492, Arxiv
- mit Hansheng Diao, Kai-Wen Lan, Ruochuan Liu: Logarithmic Riemann-Hilbert correspondences for rigid varieties, Arxiv 2018